# Анна Ванхатало
Анна Ванхатало (фін. Anna Vanhatalo; народилась 29 лютого 1984 у м. Гельсінкі, Фінляндія) — фінська хокеїстка, воротар. Виступає за «СКІФ» (Нижній Новгород). 
Виступала за «Еспоо Блюз». В ХК «СКІФ» грає з 2010 року.
У складі національної збірної Фінляндії учасниця зимових Олімпійських ігор 2010.
Бронзовий призер зимових Олімпійських ігор 2010. Срібний призер чемпіонату Фінляндії (2010).